# كريس بورتر (كرة سلة)
كريس بورتر (بالإنجليزية: Chris Porter)‏ مواليد 9 مايو 1978 في أبيفيل، هو لاعب كرة سلة أمريكي. بدأ مسيرته الاحترافية في سنة 2000. تم اختياره من قبل فريق غولدن ستايت ووريورز خلال الدرافت. لعب أيضا مع فابريانو باسكت. يبلغ طوله 6 قدم 7 بوصة (2.0 م).

## روابط خارجية
- كريس بورتر على موقع إن بي أي (الإنجليزية)
- كريس بورتر على موقع سبورتس رفرنس (الإنجليزية)
- كريس بورتر على موقع كرة السلة الأوروبية.كوم (الإنجليزية)
- كريس بورتر على موقع كلية كرة السلة في سبورتس رفرنس.كوم (الإنجليزية)
- كريس بورتر على موقع ريلجم (الإنجليزية)
- كريس بورتر على موقع بروبوليرز (الإنجليزية)
- كريس بورتر على موقع سبورتس رفرنس (الإنجليزية)
- كريس بورتر على موقع سبورتس رفرنس (الإنجليزية)